# Roberto Torres
Roberto Torres (sinh ngày 6 tháng 4 năm 1972) là một cầu thủ bóng đá người Paraguay.

## Đội tuyển bóng đá quốc gia Paraguay
Roberto Torres thi đấu cho đội tuyển bóng đá quốc gia Paraguay từ năm 1996.

## Thống kê sự nghiệp
| Đội tuyển bóng đá Paraguay | Đội tuyển bóng đá Paraguay | Đội tuyển bóng đá Paraguay |
| Năm                        | Trận                       | Bàn                        |
| -------------------------- | -------------------------- | -------------------------- |
| 1996                       | 1                          | 0                          |
| Tổng cộng                  | 1                          | 0                          |